# Falling object protection structure

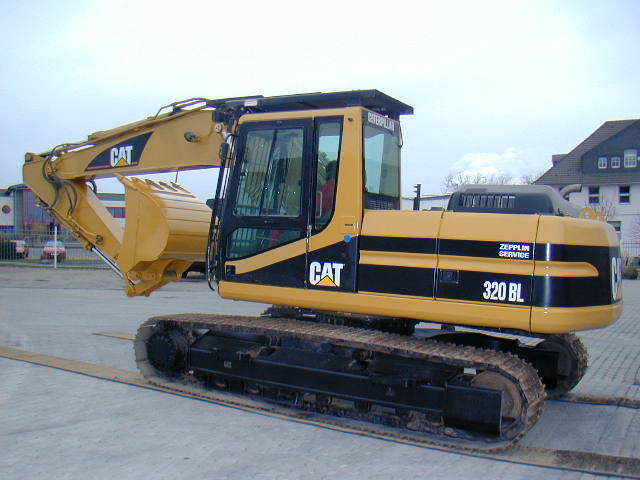
Operatörshytt med FOPS-skydd

Falling object protection structure, förkortat FOPS, är strukturer eller system för operatörsmiljöer, oftast hytter eller cabar, och har syftet att skydda operatören från skador som orsakas av fallande objekt, exempelvis stenar.

## Bakgrund
I syfte att öka säkerheten för operatörer som manövrerar konstruktionsmaskiner har säkerhetsstandarder fastställts av ISO. För jordbruk gäller ISO/PRF 27850 och för entreprenadmaskiner gäller ISO 3449:2005.